# Кури (собака)
Кури (маори Kurī ([kuriː]), собака) — новозеландская собака, отродье полинезийской собаки пои. Исчезли около 1800 года.

## История
Кури происходят от полинезийских собак пои, попавших в Новую Зеландию на каноэ с переселенцами маори, прибывшими из Восточной Полинезии в XIII веке. Достоверных данных о распространенности кури нет, но вряд ли они были очень многочисленны. Известно, что исследователи, сопровождавшие Джеймса Кука в путешествиях 1770—1779 годов, неоднократно видели этих собак в разных местах Новой Зеландии. Европейские переселенцы привезли с собой собак. Из-за скрещиваний с европейскими породами чистокровные кури становились всё реже и постепенно исчезли. Некоторые источники упоминают и диких (одичавших) кури, которые жили в пещерах и были предметом охоты. Дикие кури были полностью истреблены европейскими поселенцами. Останки последних известных особей домашних кури, суки и её щенка, хранятся в коллекции Национального музея Новой Зеландии «Те папа Тонгарева».

## Внешний вид
Кури были довольно некрупными, размером не больше бордер-колли, приземистыми собаками, внешне напоминали лисиц. Весили 13—15 кг, имели удлинённый корпус, невысокие ноги, толстый пушистый хвост. Шерсть длинная, сплошного чёрного, рыжего или белого окраса, встречались пятнистые экземпляры. Острые стоячие уши, удлинённая морда, мощные челюсти с очень острыми зубами. Звуки, которые издавали кури, были больше похожи на протяжный вой лисицы, чем на собачий лай. Маори передавали звуки кури ономатопеей ауау, в то время как лай европейских собак — пахупаху.

## Использование
Кури играли большую роль в традициях и быте маори. Собака иногда заменяла человеческую жертву в религиозном обряде в честь бога войны Ту: сердце собаки жарили на вертеле, бог наслаждался ароматом, а мясо съедали жрецы. Менее кровожадный бог Мару не требовал человеческих жертв и обходился собакой. В мифологии и фольклоре маори существует множество легенд и сказок о кури.
Собак кури употребляли в пищу, причём мясо кури считалось деликатесом. Из шкур изготавливали плащи каху-кури, шерстью с хвостов кури украшали оружие, пояса и шары-пои. Из зубов и костей делали серьги и ожерелья, а также рыболовные снасти.
Несмотря на не очень хорошее обоняние, кури использовались в охоте на нелетающих птиц — киви и уток в сезон линьки. Охотник в засаде подманивал птиц с помощью манка, а когда дичь подходила достаточно близко, спускал собаку. Описан и довольно экзотический способ ловли плохо летающих болотных птиц в ветреную погоду: вспугнутые охотниками, они не могли взлететь против ветра и становились добычей собак. Кури не были ласковыми и общительными, но женщины-маори любили их и держали в качестве домашних питомцев.